# Галкувек-Кольонія
Галкувек-Кольонія (пол. Gałkówek-Kolonia) — село в Польщі, у гміні Бжезіни Бжезінського повіту Лодзинського воєводства.
Населення — 288 осіб (2011).
У 1975-1998 роках село належало до Скерневицького воєводства.

## Демографія
Демографічна структура станом на 31 березня 2011 року:
|          | Загалом | Допрацездатний вік | Працездатний вік | Постпрацездатний вік |
| -------- | ------- | ------------------ | ---------------- | -------------------- |
| Чоловіки | 145     | 29                 | 95               | 21                   |
| Жінки    | 143     | 32                 | 80               | 31                   |
| Разом    | 288     | 61                 | 175              | 52                   |